# Yuri Abramovitch Levitin
Yuri Abramovitch Levitin (tiếng Nga: Левитин, Юрий Абрамович) (28 tháng 12 [lịch cũ 15 tháng 12] năm 1912 – 2 tháng 8 năm 1993) là một nhà soạn nhạc Xô Viết người Ukraina.

## Tiểu sử
Levitin sinh ngày 28 tháng 12 (lịch cũ: 15 tháng 12) năm 1912 tại Poltava. Ông tốt nghiệp Nhạc viện Sankt-Peterburg năm 1935. Hai năm sau, ông tốt nghiệp bậc sau đại học ngành dương cầm.
Từ 1931 đến 1941, ông làm nghệ sĩ dương cầm. Từ 1941 đến 1942, ông đảm nhiệm phần âm nhạc tại một nhà hát ở Tashkent. Từ 1942, ông về sống và làm việc ở Moskva.
Levitin qua đời ngày 2 tháng 8 năm 1993. Ông được chôn cất tại Nghĩa trang Vvedenskoye ở Moskva.

## Tác phẩm
Ông đã viết bốn vở opera, bảy cantat, hai giao hưởng, côngxectô dành cho dàn nhạc và dành cho nhạc cụ đơn như trumpet, clarinet, cello, ô-boa và kèn co. Ngoài ra ông còn viết nhiều bài hát và nhạc cho phim.